# 北谷灣線
北谷灣線（日语：／ Kita-riasu sen */?）是一條連結岩手縣宮古市的宮古站與久慈市的久慈站，屬於三陸鐵道的鐵路線。2019年3月起北谷灣線与東日本旅客鐵道山田線的宮古站－釜石站區間、同属三陸鐵道的南谷灣線合併為谷灣線。
北谷灣線沿線是三陸海岸連續的海階，与南谷灣線的谷灣式海岸互相對照。

## 路線資料
- 管轄（事業類別）：三陸鐵道（第一種鐵道事業者）
- 路段（營業距離）：宮古－久慈 71.0公里
- 軌距：1067毫米
- 站數：17個（包括起終點站）
- 複線路段：沒有（全線單線）
- 電氣化路段：沒有（全線非電氣化（日语：非電化））
- 閉塞方式：特殊自動閉塞式（軌道回路檢知式）
- 車輛基地所在站：久慈站

## 運行形態
東日本大地震前，大部分列車都是行走全線，各站停車的普通列車，另外每日有1班來回班次會延長至山田線、南谷灣線直通至盛站。在2011年3月11日發生東日本大地震後，全線一度不能通行，同年3月中，宮古站至小本站、陸中野田站至久慈站路段重新通車，2012年4月1日，田野畑站至陸中野田站亦重新通車。
2014年全線恢復前，路線分成兩個區間各自運輸，北面久慈站至田野畑站每天開出10班上行、9班下行，另外1個短程來回陸中野田站；南面宮古站至小本站則上下行各開出7班；至於中斷路段，則每天來回開出7班接駁巴士，假日時末班接駁巴士會停開。
2014年4月6日起北谷灣線完全復業，時刻表更改大部分列車在宮古 - 久慈間全線運行，早晨有一班普代到久慈區間車，平日夜間還有田野畑 - 久慈之間一往復列車，該對列車往田野畑為普通列車，往久慈為快速列車。另外因應不同的季節，三陆铁道會開設臨時列車，例如復古座敷車輛「三陸海風」；2006年开始运行，冬季限定的“被爐列车”；和JR東日本共同營運，直通八戶線、山田線的「RIAS、Sea Liner」與「北山崎三陸火車」。
其中“被爐列车”在车厢内设有12个被爐，提供专门为企划列车准备的便当销售，还会在车内举办活动，如“生剥鬼”（类似于传统民俗角色）的登场表演。当时，谷灣線乘客数量在冬季呈现减少趋势，为应对这一问题，便设计推出了这款列车。

## 歷史
北谷灣線最初的構思始於改正鐵道敷設法別表第6號規定的預定線－「岩手縣久慈經小本至宮古鐵道」。其後在1972年，日本国铁開通宮古至田老之間的宮古線；隨後由普代至久慈之間的久慈線也於1975年開業。但是1980年日本國會通過國鐵再建法，要求廢止客运量不足的鐵路線，並且停止所有興建中的路段，结果久慈線和宮古線被納入要廢止的名單中，而建設中的田老站至普代站路段間工程亦被中斷。後來經以岩手縣政府為首，成立第三部門鐵道三陸鐵道，要求接手兩線的營運權及其繼續伸延工程，并獲得了批准。工程因而得以繼續，並在1984年4月1日完成貫通工程後，将久慈線和宮古線合并，並改名為北谷灣線。
日本国铁曾經計畫把岩泉線與小本站連接，並擬改稱為小本線，但由於岩泉線经营困难，符合特定地方交通線的標準，有废线可能，加上后来有由岩泉自動車運輸與岩手縣北自動車營運的公交连接岩泉與小本，所以決定取消此計畫。

### 宮古線
- 1972年2月27日：宮古線宮古至田老之間 (12.8km) 開業，開始客運服務。新設一之渡、佐羽根、田老站。
- 1981年9月18日：被指定為第1次特定地方交通線，列入停運路線列表中。
- 1984年4月1日：由三陸鐵道繼承此線。

### 久慈線
- 1975年7月20日：久慈線久慈至普代之間 (26.0km) 開業，開始客運服務。新設陸中宇部、陸中野田、野田玉川、堀内、普代站。
- 1981年9月18日：被指定為第1次特定地方交通線，列入停運路線列表中。
- 1984年4月1日：由三陸鐵道繼承此線。

### 北谷灣線
- 1984年
  - 4月1日：三陸鐵道北谷灣線宮古至久慈之間（71.0km）開業。其中田老至普代之間（32.2km）為新建成區間，其餘則由國鐵繼承而來。新設攝待、小本、島越、田野畑站。
  - 12月22日：新設白井海岸站。
- 1986年7月26日：於野田玉川與陸中野田之間新設十府浦臨時站，在1994年夏季後停用。[4]
- 1987年3月22日：开始与国铁山田線，及同社南谷灣線直通運行。[5]
- 1997年3月22日：开始开行快速列車「鲑鱼号」。[6]
- 2010年10月16日：新設山口團地站[7][8]。
- 2011年
  - 3月11日：發生東日本大地震，全線停運，海嘯令島越站及其架空橋樑沖毀。
  - 3月16日：陸中野田至久慈之間重新營運，並設立復興支援列車，直至3月31日前免費乘坐。
  - 3月20日：宮古至田老之間再次營運。
  - 3月29日：田老至小本之間再次營運。
- 2012年4月1日：田野畑至陸中野田之間再次營運。[9]
- 2014年4月6日：小本至田野畑之間再次營運[10]，至此全線恢復。
- 2015年12月23日：小本站改名岩泉小本站。[11]
- 2017年3月25日：十府浦海岸駅を新設。[12]
- 2018年3月28日：三陸鐵道召開董事會，會中宣佈JR東日本移轉的宮古釜石間山田線將於2019年3月23日起恢復通車營運，同時會與現有的北谷灣線與南谷灣線整合成「谷灣線」（リアス線），總計全長163公里，一舉成為日本第三部門鐵道中里程最長的路線。[13]

## 車站列表
- 停靠站
  - 普通…停靠所有車站
  - 快速…●的車站停靠，↓的車站通過（↓只限箭頭的方向運行）
- 軌道（全線單線） … ◇：可列車交會，｜：不可列車交會
- 所有車站都位於岩手縣。

| 中文站名   | 日文站名 | 英文站名 | 站間距離 | 營業距離 | 快速 | 接續路線、備註         | 軌道 | 所在地           |
| ---------- | -------- | -------- | -------- | -------- | ---- | ---------------------- | ---- | ---------------- |
| 宮古       |          |          | -        | 0.0      |      | 東日本旅客鐵道：山田線 | ｜   | 宮古市           |
| 山口團地   |          |          | 1.6      | 1.6      |      |                        | ｜   | 宮古市           |
| 一之渡     |          |          | 4.6      | 6.2      |      |                        | ◇    | 宮古市           |
| 佐羽根     |          |          | 2.9      | 9.1      |      |                        | ｜   | 宮古市           |
| 田老       |          |          | 3.6      | 12.7     |      |                        | ◇    | 宮古市           |
| 攝待       |          |          | 8.8      | 21.5     |      |                        | ｜   | 宮古市           |
| 岩泉小本   |          |          | 3.6      | 25.1     |      |                        | ◇    | 下閉伊郡岩泉町   |
| 島越       |          |          | 8.5      | 33.6     |      |                        | ｜   | 下閉伊郡田野畑村 |
| 田野畑     |          |          | 2.0      | 35.6     | ●    |                        | ◇    | 下閉伊郡田野畑村 |
| 普代       |          |          | 9.3      | 44.9     | ●    |                        | ◇    | 下閉伊郡普代村   |
| 白井海岸   |          |          | 3.4      | 48.3     | ↓    |                        | ｜   | 下閉伊郡普代村   |
| 堀內       |          |          | 3.1      | 51.4     | ↓    |                        | ｜   | 下閉伊郡普代村   |
| 野田玉川   |          |          | 4.5      | 55.9     | ●    |                        | ◇    | 九戶郡野田村     |
| 十府浦海岸 |          |          | 1.7      | 57.6     | ↓    |                        | ｜   | 九戶郡野田村     |
| 陸中野田   |          |          | 2.3      | 59.9     | ●    |                        | ◇    | 九戶郡野田村     |
| 陸中宇部   |          |          | 3.4      | 63.3     | ↓    |                        | ｜   | 久慈市           |
| 久慈       |          |          | 7.7      | 71.0     | ●    | 東日本旅客鐵道：八戶線 | ｜   | 久慈市           |

為了活化鐵路公司的財務狀況，三陸鐵道曾在2009年時嘗試以出租旗下車站的暱稱命名權爭取廠商的廣告贊助，公開招募暱稱的對象包括了北谷灣線上的久慈、宮古與南谷灣線上的釜石、盛等四個車站。因此，在同年4月27日之後的1年間宮古站曾被名為「Eyeful Home宮谷」，同年6月1日之後的一年間久慈站也曾被名為「琥珀王國久慈」。

## 文化作品中的曝光
日本NHK電視台在2013年4月至9月期間播放的晨間連續電視小說系列作品《小海女》（あまちゃん），是一齣以位在岩手縣的虛構城市、以久慈市為藍本的「北三陸市」為故事場景的作品。在該劇中作為故事主軸之一的虛構地方第三部門鐵路業者、常簡稱「北鐵」的北三陸鐵道就是以三陸鐵道作為藍本，並以北谷灣線（在劇中易名為「谷灣線」）及沿線各車站作為場景，包括易名為「北三陸車站」的久慈，易名為「袖濱車站」（袖が浜駅）的堀內，與譯名為「畑野車站」的田野畑。除了車站與沿線設施外，劇中登場的鐵路列車也是直接由三陸鐵道的車輛演出。由於電視劇的播出，三陸鐵道與北谷灣線的知名度大增，配合大量的觀光人潮三陸鐵道也順勢推出相關的旅遊行程，尋訪電視劇的拍攝景點。

## 外部連結
- 三陸鐵道（日語）